# Breyten Van Der Donck
Breyten Van Der Donck (Gent, 22 november 1991) is een Belgische regisseur-scenarist.
In 2010 begon Breyten in de audiovisuele wereld als Location Assistant op tal van Studio 100 producties, zoals ROX, Hotel 13 en K3 Bengeltjes. Vanaf 2014 ging hij verder als 1ste regie-assistent bij Galaxy Park, De 16 en Ghost Rockers.
Sinds 2020 heeft hij samen met zijn partner Julie Vanlerberghe een YouTube-kanaal. Dit onder de naam Corn Unpopped.
Na enkele videoclips voor Galine in samenwerking met Thomas Van Caeneghem begon Breyten in 2022 te regisseren bij Lisa.
Hierna draaide hij samen met Julie hun eerste kortfilm, De Veestapel aan de Kribbe. Dit is een West-Vlaams Kerstverhaal dat plaatsvindt in 1999. In de hoofdrol pronken Isabelle Van Hecke, Mathias Sercu, Maaike Cafmeyer, Joris Hessels, Liesa Naert en Bianca Vanhaverbeke. Dit was ook de eerste rol van Camille Deriemaeker.

## Filmografie
- 'Lisa' - 2022, in productie van DeMensen (regie)
- 'De Veestapel Aan De Kribbe' - 2023, in productie van WAANZIN (co-regie met Julie Vanlerberghe)